# Lípa v Koberovech
Památná lípa malolistá (Tilia cordata) se nacházela v obci Koberovy asi 6 km severovýchodně od města Turnov v okrese Jablonec nad Nisou.
Památný strom byl vyhlášen rozhodnutím OKÚ Jablonec nad Nisou č. j. ŽP/2470/1995 z 18. 9. 1995.
V noci z 18. na 19. ledna 2007 ji vyvrátil orkán Kyrill.
- Stáří: 200 let
- Obvod: 380 cm
- Výška: 23 m
- Ev. č. ústř. seznamu OP 504036